# Aşağı Qarxun
Aşağı Qarxun (ryska: Юхары-Кархун) är en ort i Azerbajdzjan.   Den ligger i distriktet Yevlax Rayonu, i den centrala delen av landet, 230 kilometer väster om huvudstaden Baku. Aşağı Qarxun ligger 12 meter över havet och antalet invånare är 1 291.
Terrängen runt Aşağı Qarxun är mycket platt. Närmaste större samhälle är Yevlakh, 6,7 kilometer nordväst om Aşağı Qarxun. 
Trakten runt Aşağı Qarxun består till största delen av jordbruksmark. Runt Aşağı Qarxun är det ganska tätbefolkat, med 90 invånare per kvadratkilometer.